# Lhuet
Lhuet is een bestuurslaag in het regentschap Aceh Jaya van de provincie Atjeh, Indonesië. Lhuet telt 745 inwoners (volkstelling 2010).